# Olof Celsius den yngre
Olof Celsius den yngre (født 15. december 1716, død 15. februar 1794) var en svensk præst og historieskriver, søn af Olof Celsius den ældre.
Celsius blev 1740 filosofisk magister og 1747 professor i historie ved Uppsala Universitet. Celsius lod sig præstevie, udnævntes 1752 til Dr. theol, og blev 1753 sognepræst i Stockholm, fra 1774 som pastor primarius. Fra 1777 til sin død var han biskop i Lund. Celsius udgav forskellige skønlitterære værker samt periodiske skrifter. Mest syslede han dog med historie, og han var en af 18. århundredes mest læste svenske historieskrivere. Højest satte man hans Konung Gustaf I's historia (1746-53) og Konung Erik XIV's historia (1774), begge oversatte til tysk (bogen om Erik XIV også til fransk). På stænderrigsdagens opfordring udgav han 1767 begyndelsen til Svea rikes kyrkohistoria, som dog ikke går længere end til Ansgars død 865. Celsius nød også stor anseelse som taler - flere af hans mindetaler er trykte - og spillede blandt andet derved en betydelig politisk rolle. På rigsdagen 1760-62 var han et af det yngre huepartis ledere. Hans selvstændighedstrang fjernede ham efterhånden fra partiet, men han havde vedvarende på de følgende rigsdage stor politisk indflydelse.